# آریسا ساتو
آریسا ساتو (انگلیسی: Arisa Satō؛ زادهٔ ۱۸ ژوئیهٔ ۱۹۸۹) بازیکن والیبال زن اهل ژاپن است.